# سيد رضا علي جيلاني

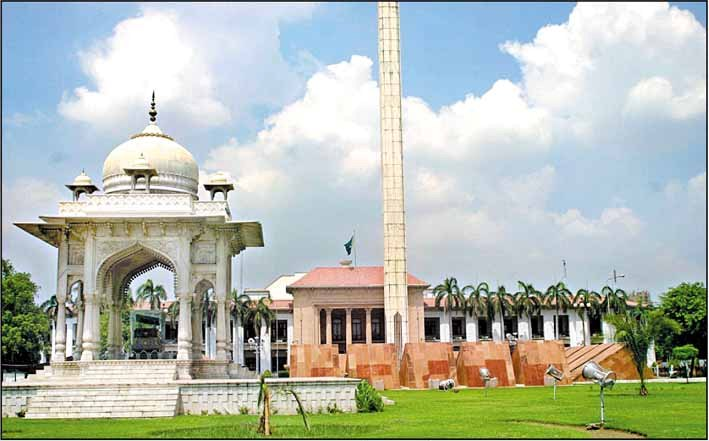
جمعية البنجاب لاهور

سيد رضا علي جيلاني (30 أبريل 1975 -)، سياسي باكستاني كان عضوًا في مجلس مقاطعة البنجاب، من 2002 إلى مايو 2018.

## النشأة والتعليم
ولد في 30 أبريل 1975 في لاهور.
تلقى تعليمه المبكر في كلية أيتشيسون. تخرج عام 1995 من جامعة الكلية الحكومية، لاهور وحصل على درجة الماجستير في العلوم في تسويق المنسوجات من جامعة فيلادلفيا عام 1999.

## الحياة السياسية
ترشح لمقعد مجلس مقاطعة البنجاب كمرشح للرابطة الإسلامية الباكستانية (Q) (PML-Q) من الدائرة PP-188 (Okara-IV) في الانتخابات العامة الباكستانية عام 2002 لكنه لم ينجح، حيث حصل على 27،280 صوتا وخسر المقعد أمام تشودري افتخار حسين جشار. في نفس الانتخابات، جرى انتخابه لعضوية مجلس مقاطعة البنجاب كمرشح عن حزب الرابطة الإسلامية الباكستانية - Q من الدائرة PP-187 (Okara-III). حصل على 35797 صوتا وهزم مرشح الرابطة الإسلامية الباكستانية (جناح). في يناير 2003، عُين في مجلس وزراء إقليم البنجاب مع رئيس الوزراء تشودري بيرفايز إلهي وعُين وزيرًا للإسكان والتنمية الحضرية في البنجاب. خلال فترة عمله كعضو في الجمعية الإقليمية للبنجاب، شغل أيضًا منصب وزير مقاطعة البنجاب لهندسة الصحة العامة.
أعيد انتخابه لمجلس مقاطعة البنجاب كمرشح عن حزب الرابطة الإسلامية الباكستانية (PML-Q) من الدائرة الانتخابية PP-187 (Okara-III) في الانتخابات العامة الباكستانية لعام 2008. حصل على 30233 صوتًا وهزم منصور وشو.
أعيد انتخابه لمجلس مقاطعة البنجاب كمرشح للرابطة الإسلامية الباكستانية (N) من الدائرة PP-187 (Okara-III) في الانتخابات العامة الباكستانية 2013. في نوفمبر 2016، وكان ضمن مجلس وزراء مقاطعة البنجاب مع رئيس الوزراء شهباز شريف وعُين وزيرًا إقليميًا في البنجاب للتعليم العالي.